# Kunstreiten

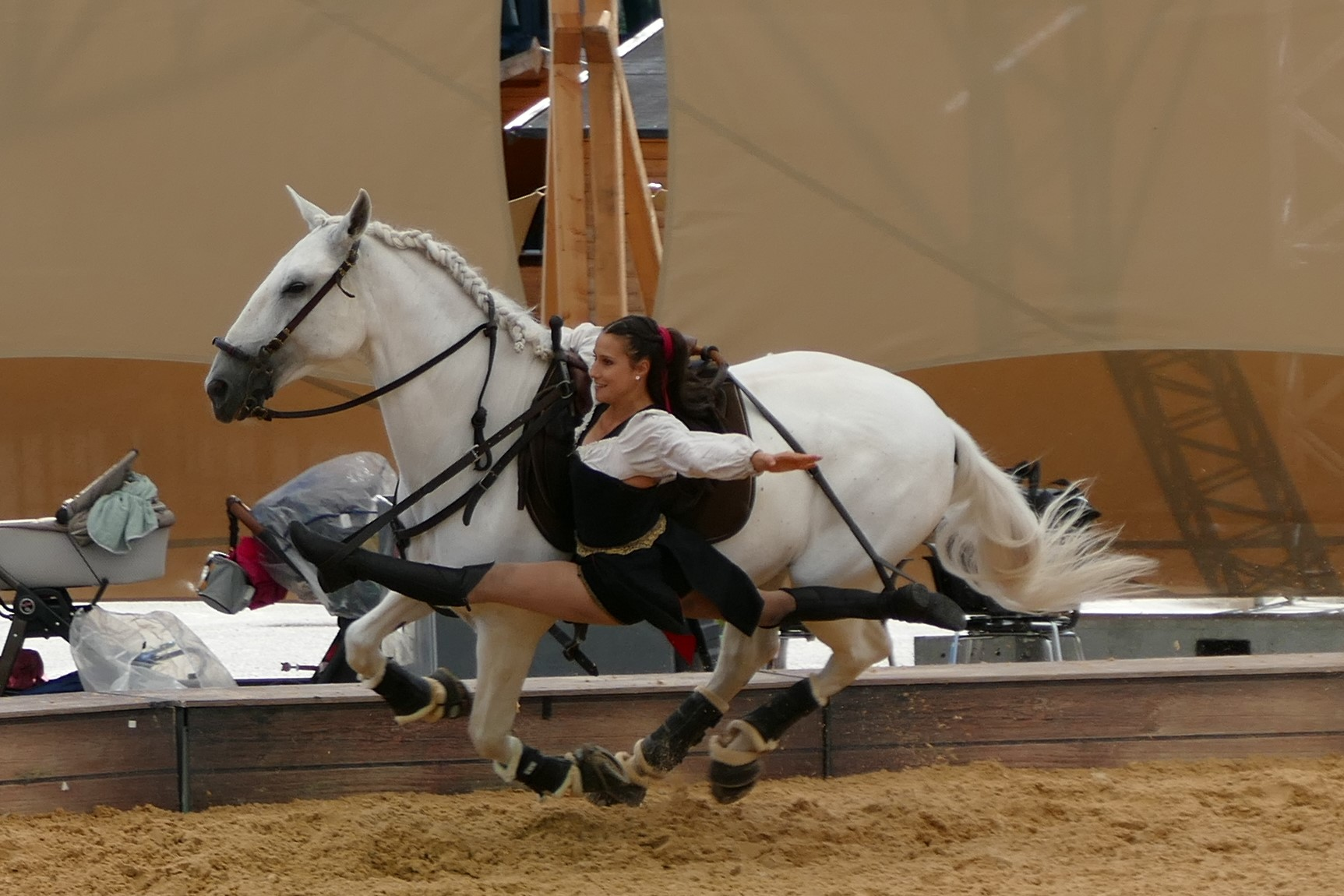
Eine Kunstreiterin bei einer Cavalluna Show, München, 2023

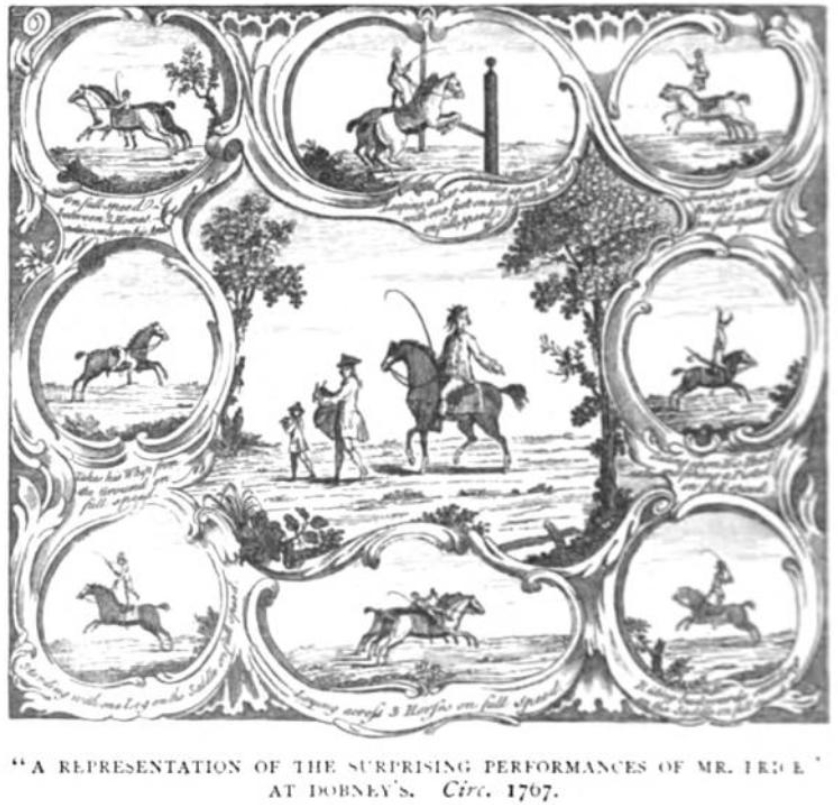
Mr. Price, London, um 1762

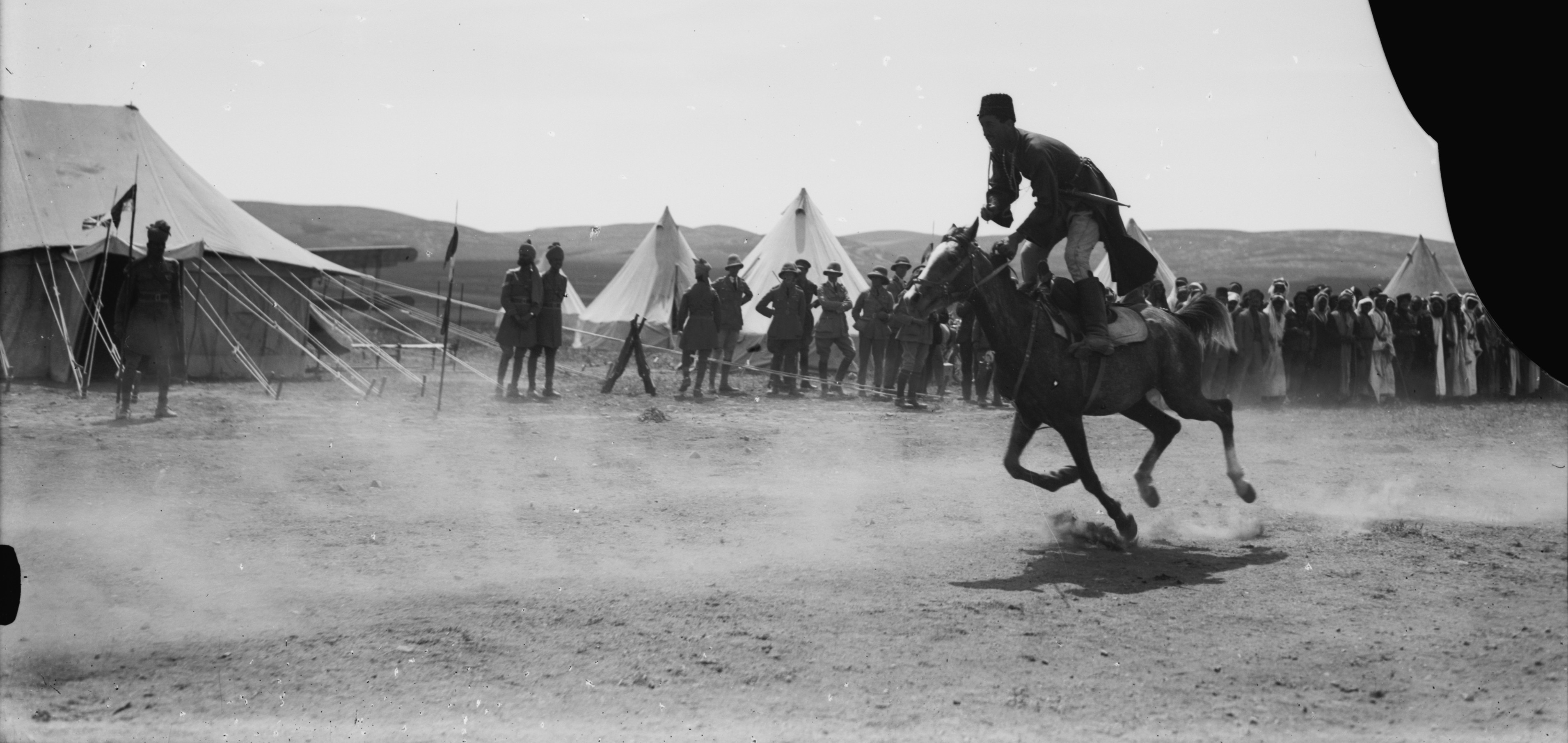
Tscherkessische Reitkunst in Transjordanien, 1921

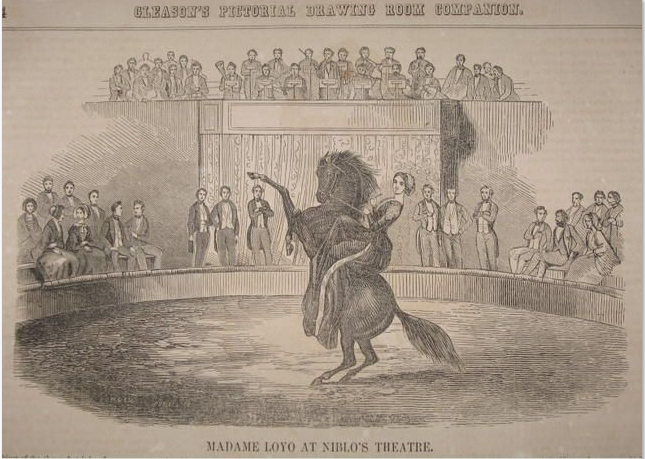
Kunstreiterin Caroline Loyo 1851 in Niblo’s Theatre

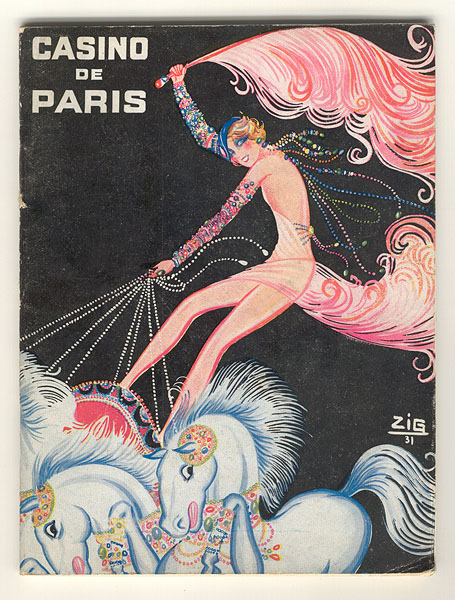
Ungarische Post mit vier Pferden, Mistinguett, Paris, 1931

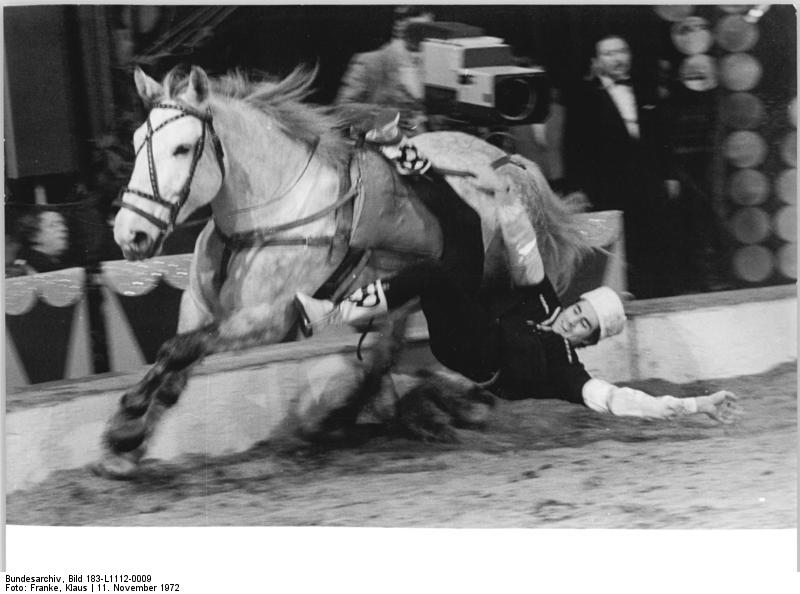
Gojko Mitic, Zirkus Busch, Berlin, 1972

Kunstreiten (auch Stuntreiten,Trickreiten) umfasst akrobatische Übungen auf dem Pferderücken. Während das Pferd beim Voltigieren longiert wird, läuft es beim Kunstreiten in allen Gangarten frei.

## Übungen und Ausrüstung
Zu den typischen Kunststücken gehören das Aufspringen, Stehen, Ungarische Post, unter dem Bauch der Pferdes durch turnen, Schulterhang oder Kosakenhang im schnellen Galopp. 
Tricksättel sehen je nach Schule unterschiedlich aus. Amerikanische Tricksättel sehen Westernsätteln sehr ähnlich. Die ursprünglichen Kosaken-Tricksättel und die französischen Tricksättel haben drei Bauchgurte. Statt der Sitzfläche gibt es Polster zum Stehen und verschiedene Griffe vorne und hinten, um sich bei den Tricks festhalten oder einhaken zu können. Auch die Steigbügel können festgehakt werden, damit sie nicht lose herumbaumeln. Der Sattel darf nicht rutschen und wird dazu meist mit einem Vorderzeug stabilisiert.

## Geschichte

### Kavallerie
Der Ursprung des Voltigierens und des Kunstreitens liegt in der Kavallerie. Ziel der Übungen war es dabei Gleichgewicht, Beweglichkeit, Kraft und Ausdauer der Soldaten zu schulen. Johann Georg Pasch schrieb 1661 eine Kurtze iedoch gründliche Beschreibung Des Voltesirens So wohl auf dem Pferde als über den Tisch.
Die Dschigiten waren eine historische russische Truppengattung aus dem Kaukasus und zeichneten sich durch große Gewandtheit in der Beherrschung des Pferdes, in Ausdauer, Kühnheit und Geschicklichkeit während des Kampfes aus. Das Ziel der Dschigitowka genannten Reitweise der Kosaken war laut Artikel 205 der Kosaken-Dienstvorschrift von 1899 Mut und Beweglichkeit der Kosaken zu entwickeln. In Artikel 209 wird die Dschigitowka in Pflichtübung mit Waffen und Sattel und freie Übung ohne Waffen oder Sattel unterteilt.

### Kunstreiten
Das Kunstreiten entwickelte sich zum Ende des 18. Jahrhunderts aus dem Voltigieren. Ein Jahrhundert später war es nicht mehr nur Bestandteil der militärischen Ausbildung.
Der Kunstreiter Thomas Hammond aus dem 18. Jahrhundert beschreibt Kunstreiter-Auftritte in mehreren europäischen Ländern. Einige Kunststücke des berühmten Kunstreiters Mr. Price, sind auf dem unten gezeigten alten Stich abgebildet. Die Bildunterschriften der abgebildeten Kunststücke lauten im Uhrzeigersinn von links oben:
- In vollem Tempo zwischen 2 Pferden, nur auf seinen Armen reitend.
- Auf 2 Pferden stehend, mit einem Fuß auf jedem Sattel, in voller Geschwindigkeit über ein Hindernis springen.
- In voller Geschwindigkeit auf 2 Pferden hochspringen.
- Auf dem Kopf stehend eine Pistole in vollem Tempo abfeuern.
- Rückwärts auf dem Sattel stehend, bei voller Geschwindigkeit.
- Bei vollem Tempo quer über 3 Pferde liegen.
- Mit einem Bein auf dem Sattel stehend in vollem Tempo.
- Eine Peitsche in vollem Tempo vom Boden aufheben.[8]

1920 war Kunstreiten, auch Figurenreiten genannt, bei den Olympischen Spielen in Antwerpen vertreten. Es traten Kavalleristen aus verschiedenen Ländern gegeneinander an. In Einzel- und Mannschaftswettkämpfen wurden Sprünge auf gesattelten und ungesattelten Pferden sowie in allen Gangarten ausgeführt. Jeweils drei Mann waren in einer Gruppe vertreten. Im Einzel gewann der Belgier Jos Bouckaert die Goldmedaille vor zwei Franzosen. Auch den Mannschaftswettbewerb gewann Belgien vor Frankreich und Schweden.

### Zirkus und Unterhaltungskultur
Die Kunst- und Schulreiterinnen im Zirkus des 19. Jahrhunderts waren Berühmtheiten, die mit heutigen zu vergleichen sind. Artistinnen wie Caroline Loyo, Adah Menken, Therese Renz oder Annie Oakley begeisterten ihr Publikum, verdienten hohe Gagen, reisten um die Welt. Der amerikanische Kunstreiter Omar Kingsley trat um 1850 jahrelang als Miss Ella auf, um vom Ruhm der großen Kunstreiterinnen zu profitieren.
Die Darbietungen von Hippodramen bei Philip Astley in London oder die Reiterkunststücke im Circus gymnasticus in Wien gehörten zum festen Bestandteil der europäischen Unterhaltungskultur.

## Stuntreiten

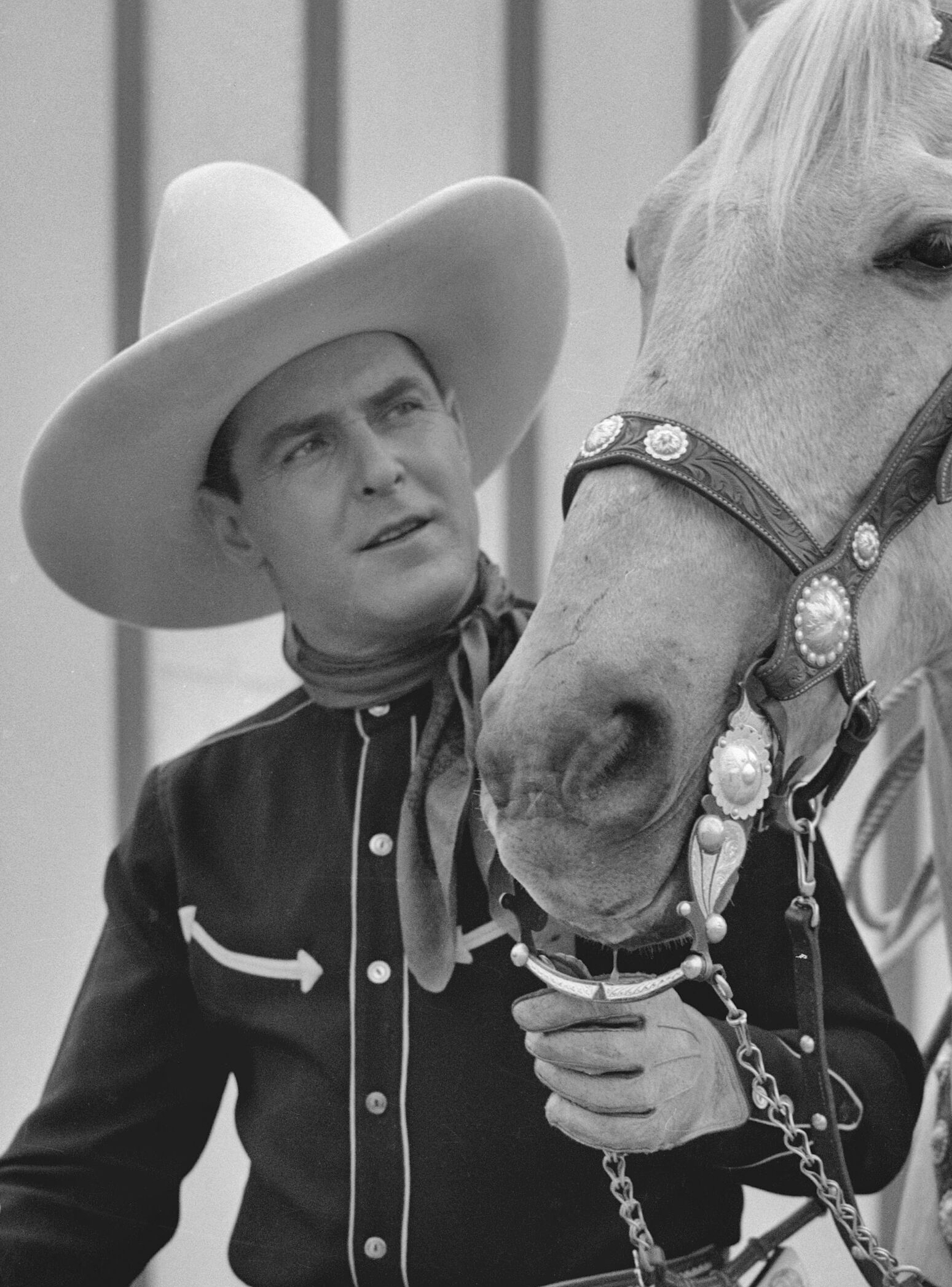
Ken Maynard mit Tarzan (1936)

Mit Stuntreiten werden Trickreiten und Pferdestunts bezeichnet. Zu dem Pferdestunts gehören neben den oben erwähnten Übungen beispielsweise auch simulierter Ungehorsam des Pferdes, Mitschleifen lassen, Stürze vom Pferd und Stürze des Pferdes.
Pferdstunts wurden in vielen Filmen gezeigt, beispielsweise im Hollywood-Stummfilm The Calgary Stampede von 1925 mit Hoot Gibson und im Kultfilm Ben Hur. Florence LaDue (1883–1951) war eine bekannte Rodeoreiterin, Earl Bascom, Ken Maynard und Gattlin Griffith erfolgreiche Stuntreiter. 
In den DEFA-Indianerfilmen Winnetou 1. Teil (1963), Old Shatterhand (1964), Unter Geiern (1964), Winnetou 2. Teil(1964), Winnetou 3. Teil(1965), Die Söhne der großen Bärin (1966), Chingachgook, die große Schlange (1967), Spur des Falken (1968), Weiße Wölfe (1969), Tödlicher Irrtum (1970), Osceola (1971), Tecumseh (1972), Apachen (1973), Ulzana (1974), Blutsbrüder (1975) und Severino (1978) führte Gojko Mitić wohl wirklich alle Stunts selbst aus, und verlieh der Darstellung seiner Heldengestalt dadurch ein hohes Maß an Glaubwürdigkeit.
In dem US-amerikanischem Biopic Laufen. Reiten. Rodeo. aus dem Jahr 2019 agierte die Barrel-Racerin Amberley Snyder als ihr eigenes Stuntdouble für alle Reitsequenzen nach dem Unfall, durch den sie querschnittgelähmt wurde.

## Pferdeshows
Pferdeshows werden bei zahlreichen Pferdeveranstaltungen wie der Equitana, Hengstparaden, Rodeos, Mittelalterfesten oder der Académie du spectacle équestre aufgeführt.

Kosaken beherrschten akrobatische Übungen für militärische Zwecke, Russland, 1834–1836
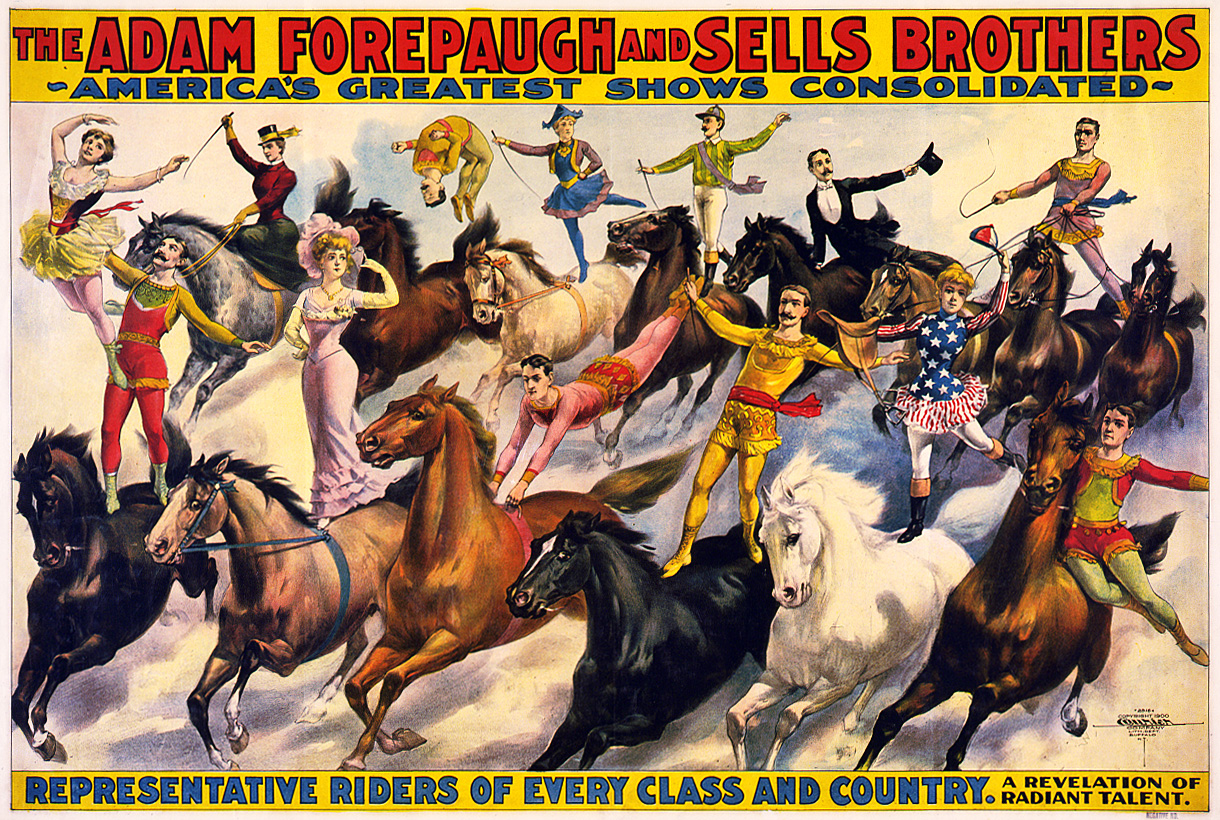
Werbeplakat für eine Pferdeshow, USA, 1900
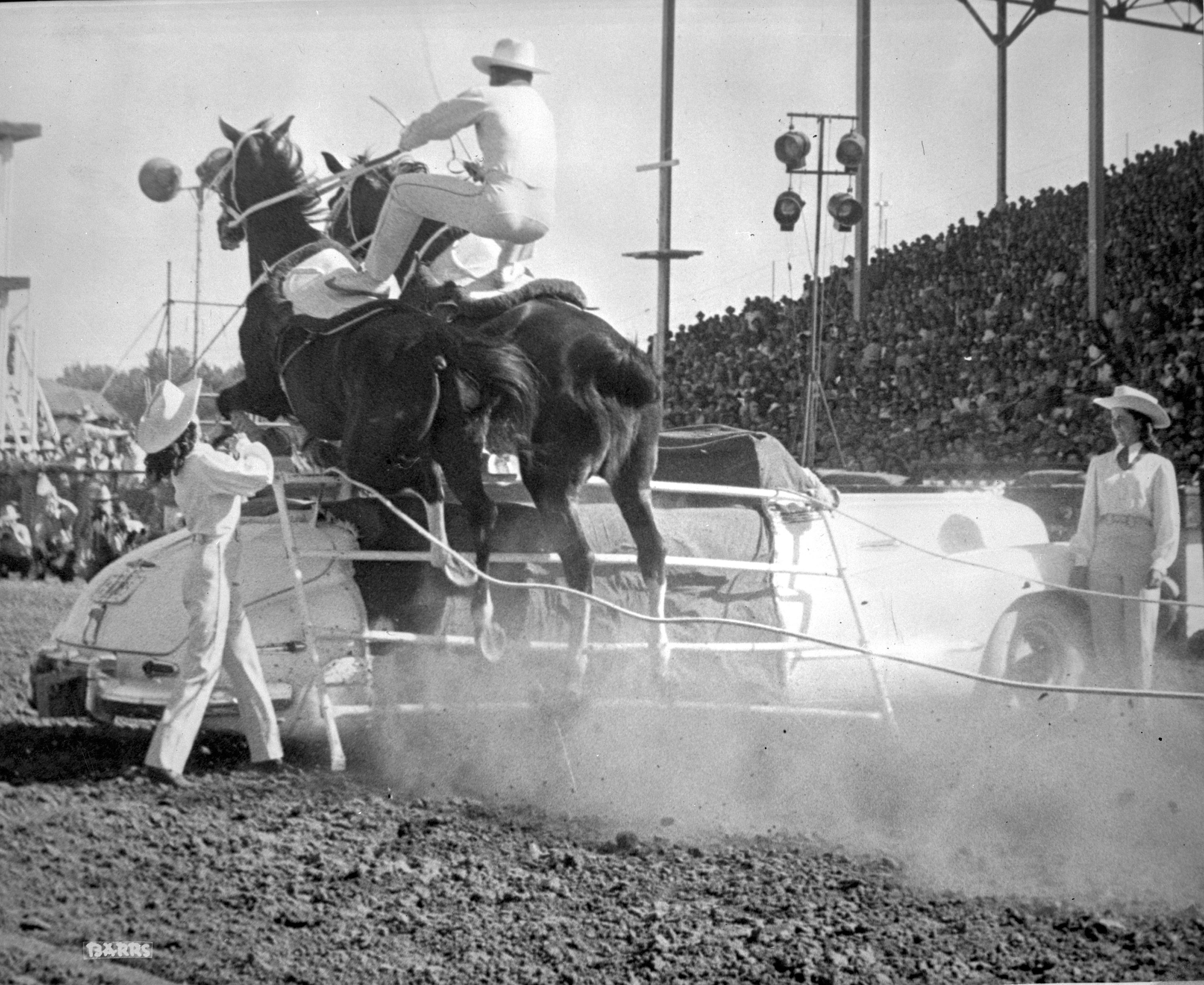
Rodeo in Calgary, Kanade, 1948
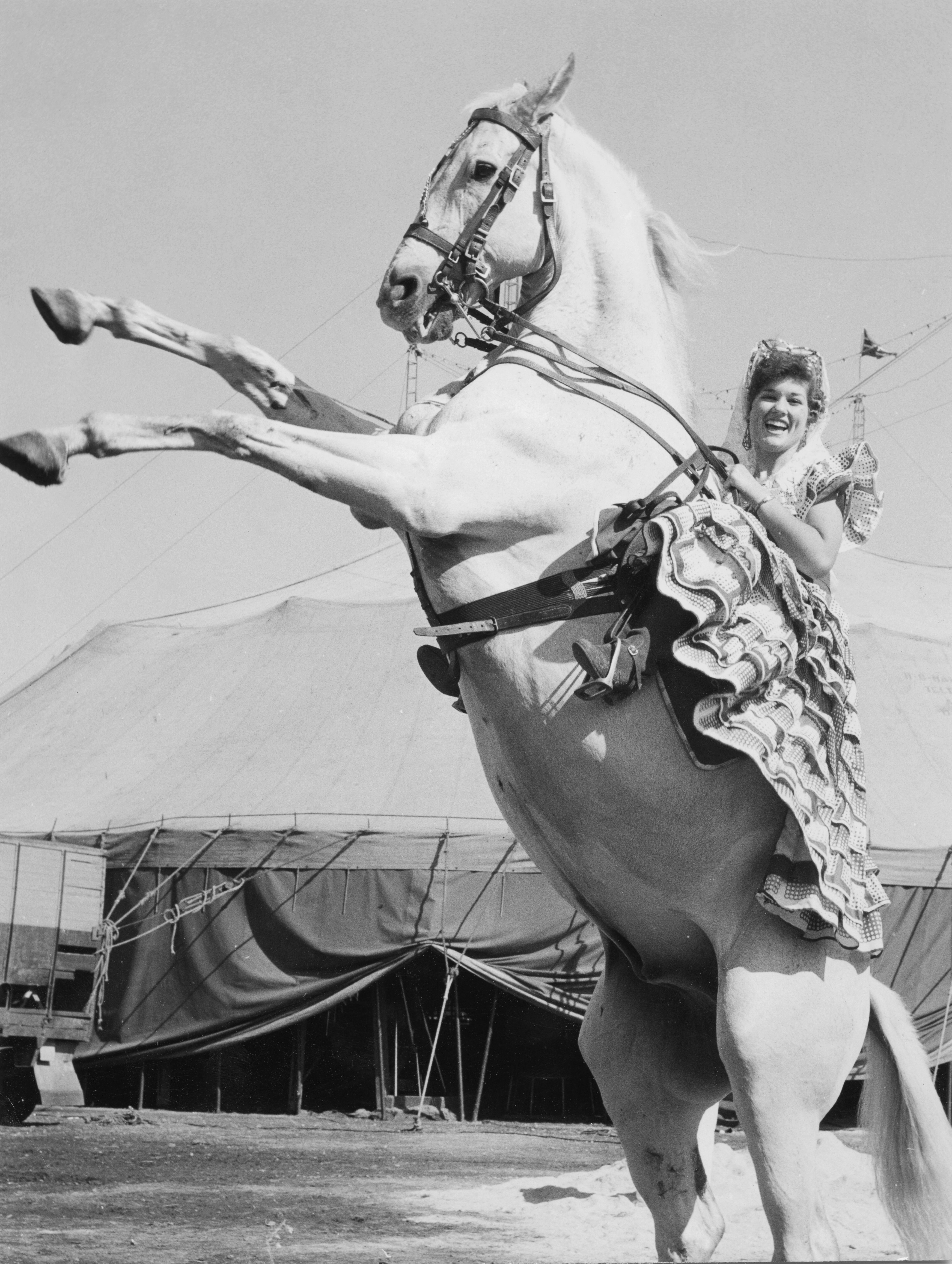
Steigen lassen, Cirkus Arnardo, Norwegen, 1962
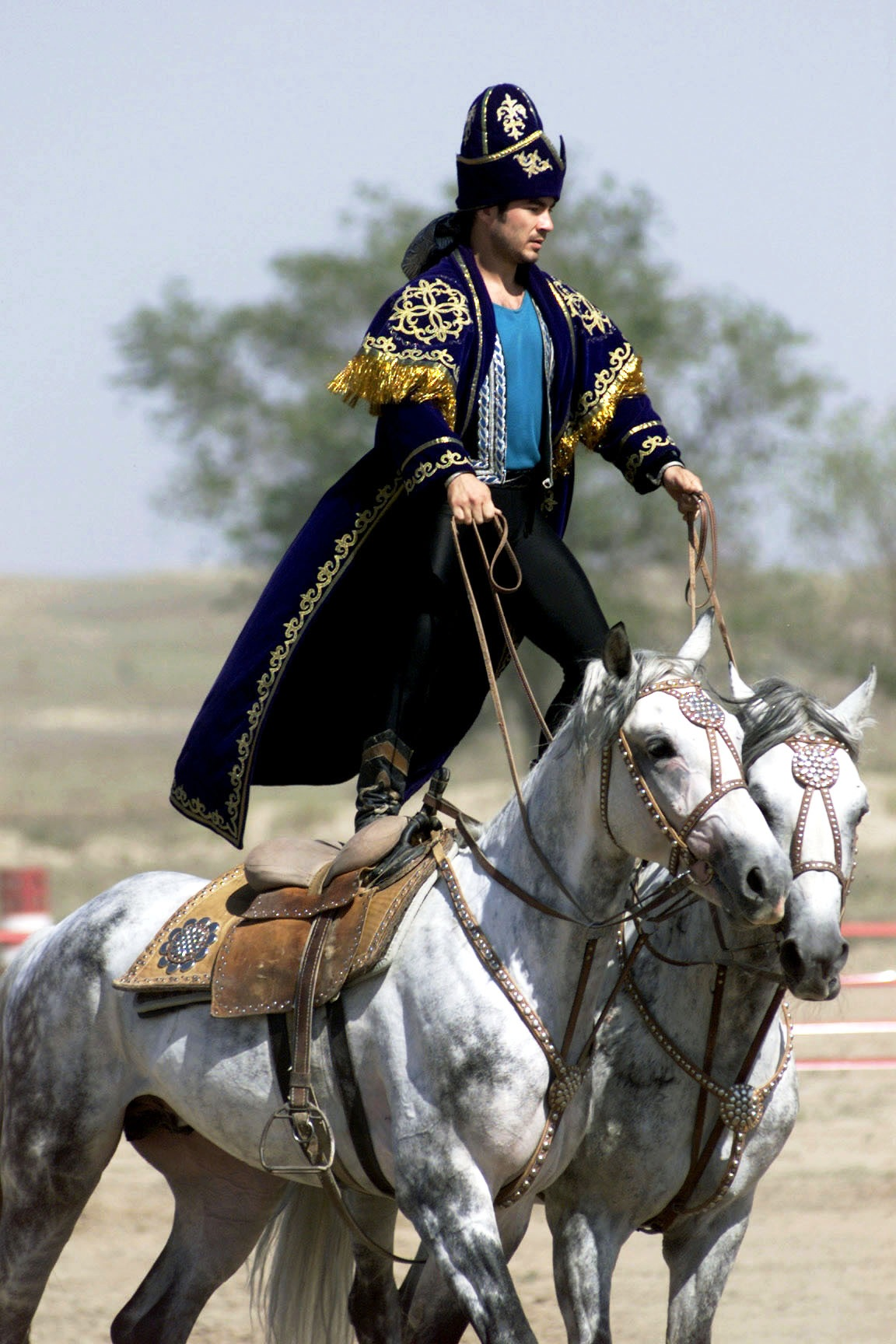
Ungarische Post, Kasachstan, 2000
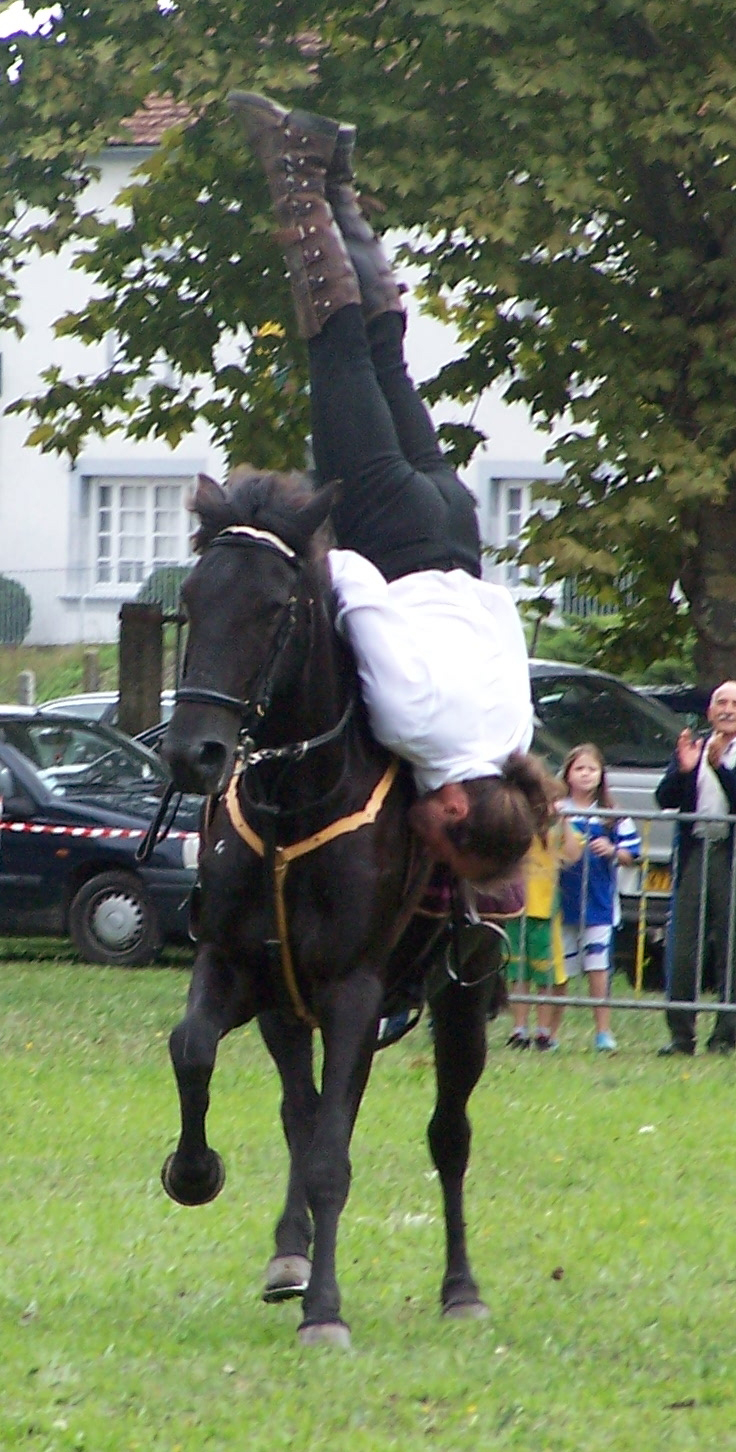
Schulterhang, Frankreich, 2005
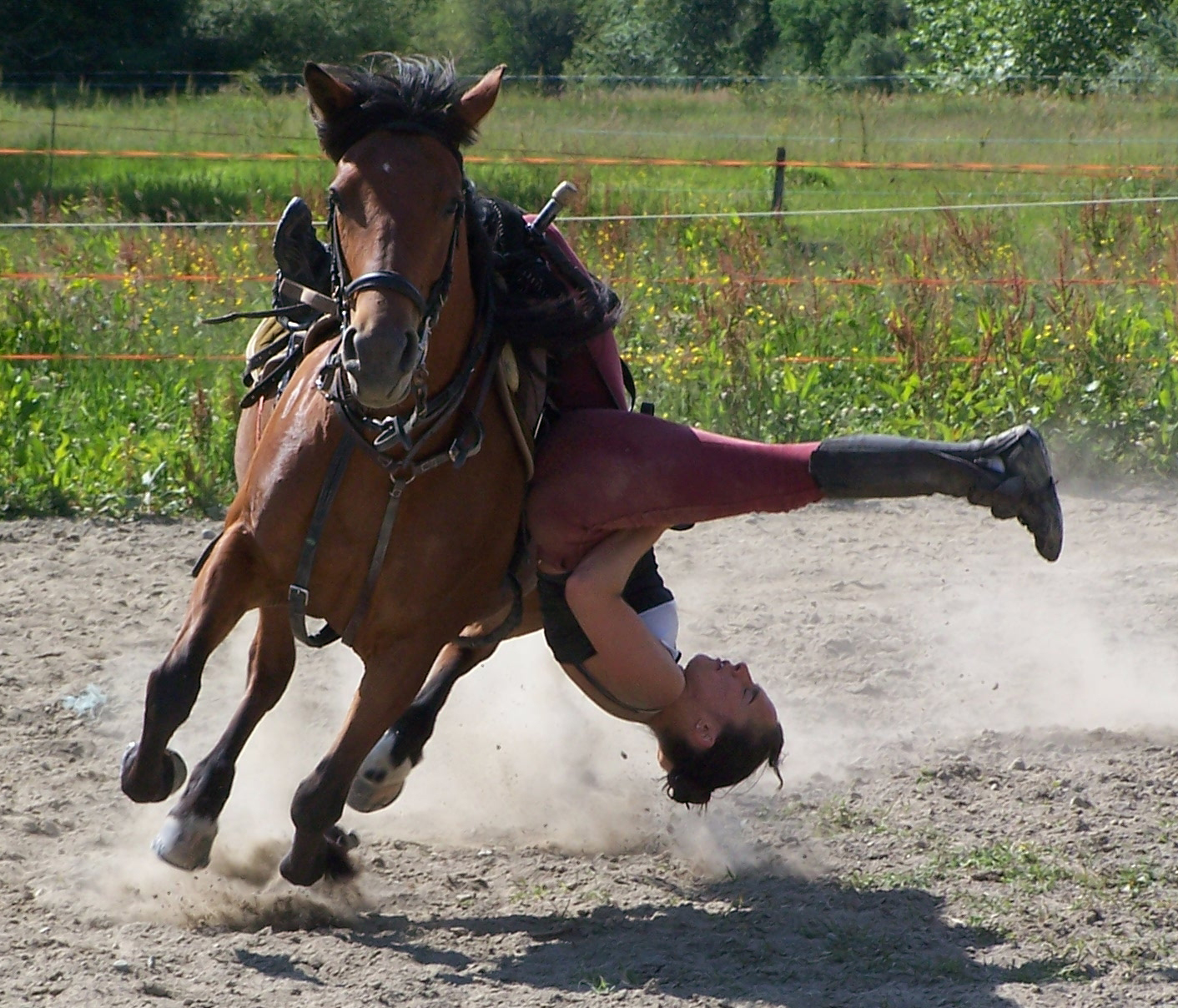
Kosakenhang, Frankreich, 2008
- Aufspringen und Stehen, 2014
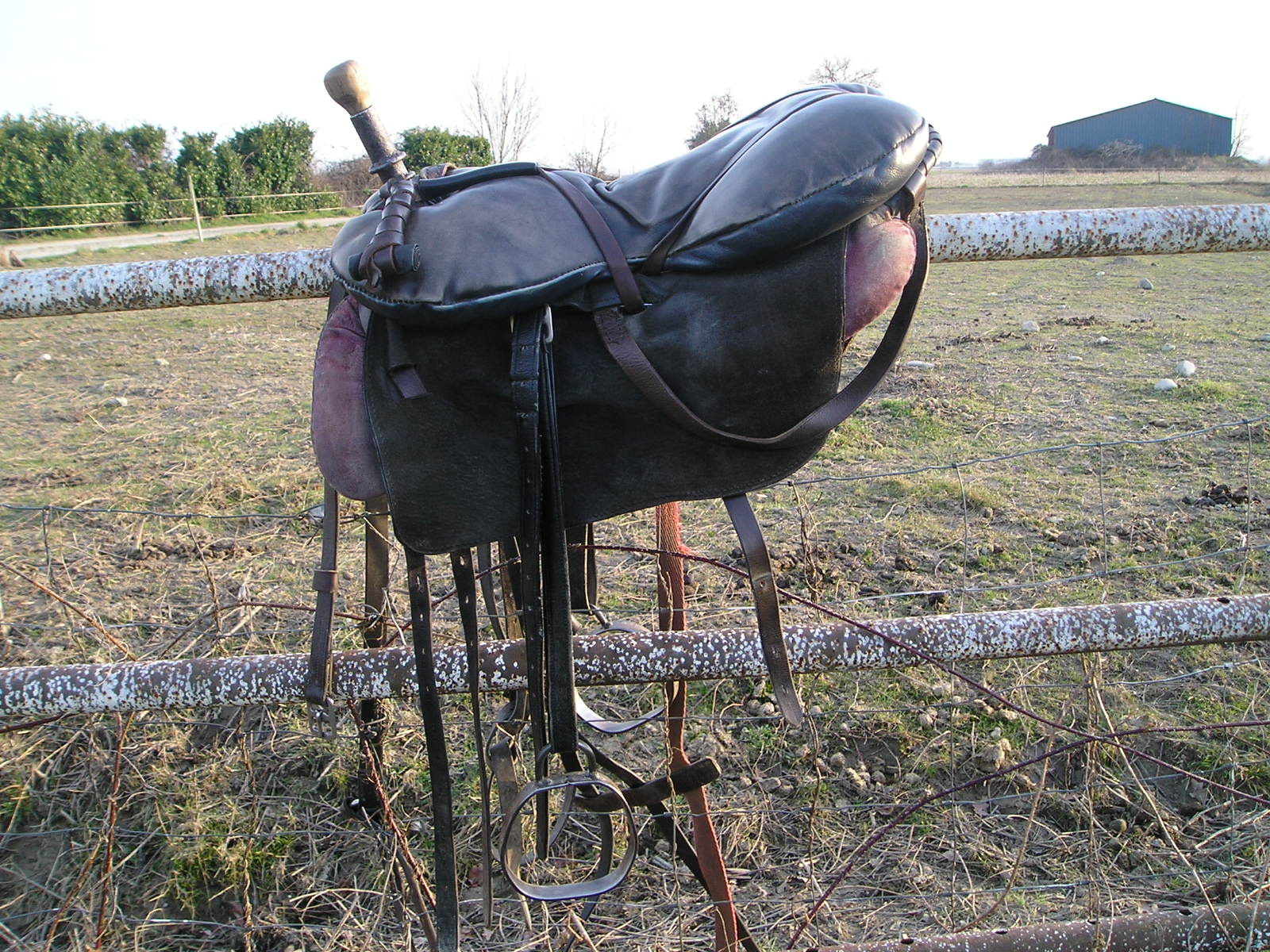
Sattel für das Kunstreiten mit Schlaufen